# زنبورهای شاخک‌چماقی
زنبورهای شاخک‌چماقی (نام علمی: Sapyga) نام یک سرده از خانواده شاخک‌چماقیان است.